# 靳寨乡
靳寨乡，是中华人民共和国安徽省阜阳市界首市下辖的一个乡镇级行政单位。

## 行政区划
靳寨乡下辖以下地区：
小张村、靳寨村、魏庄村、段寨村、前郭村和聂马村。